# Cinecittà
Cinecittà (în limba italiană înseamnă "Orașul filmului" sau Cinema City) este unul din cele mai mari studiouri de film din lume, aflat nu departe de  Roma, în Italia. 
Înființat în 1937 de dictatorul fascist Benito Mussolini, studiourile au fost bombardate de aliați în timpul celui de-al doilea război mondial. În anii '50, la Cinecittà s-au filmat numeroase filme americane de mare anvergură ca Ben-Hur (film), iar după accea a devenit studioul cel mai des asociat cu Federico Fellini.  
După o perioadă aproape falimentară din anii 1980, studiourile Cinecittà au fost privatizate de către guvernul italian. 
A fost gazda concursului muzical Eurovision din 1991, după ce s-a renunțat la San Remo din cauza unor probleme legate de securitatea publică.
La data de 9 august 2007, un incendiu a distrus peste 10.000 de metri pătrați ai studiourilor Cinecittà. 